# Laenagenius apterus
Laenagenius apterus is een keversoort uit de familie Pterogeniidae. De wetenschappelijke naam van de soort is voor het eerst geldig gepubliceerd in 2005 door Löbl.